# Satyrium (insecto)
Satyrium es un género de mariposas de la familia Lycaenidae. Es de distribución holártica.

## Lista de especies
En orden alfabético.
- Satyrium abdominalis (Gerhard, 1850)
- Satyrium acaciae (Fabricius, 1787)
- Satyrium acadica (Edwards, 1862)
- Satyrium acaudata (Staudinger, 1901)
- Satyrium armenum (Rebel, 1901)
- Satyrium auretorum (Boisduval, 1852)
- Satyrium austrina (Murayama, 1943)
- Satyrium behrii (Edwards, 1870)
- Satyrium calanus (Hübner, 1809)
- Satyrium californica (Edwards, 1862)
- Satyrium caryaevorum (McDunnough, 1942)
- Satyrium dejeani (Riley, 1939)
- Satyrium edwardsii (Grote and Robinson, 1867)
- Satyrium esakii (Shirôzu, 1941)
- Satyrium esculi (Hübner, 1804)
- Satyrium eximia (Fixsen, 1887)
- Satyrium fuliginosum (Edwards, 1861)
- Satyrium goniopterum (Lukhtanov, 1995)
- Satyrium grandis (Felder and Felder, 1862)
- Satyrium guichardi (Higgins, 1965)
- Satyrium herzi (Fixsen, 1887)
- Satyrium hyrcanicum (Riley, 1939)
- Satyrium ilicis (Esper, 1779)
- Satyrium inouei (Shirôzu, 1959)
- Satyrium iyonis (Oxta and Kusunoki, 1957)
- Satyrium jebelia (Nakamura, 1975)
- Satyrium kingi (Klots and Clench, 1952)
- Satyrium kongmingi (Murayama, 1992)
- Satyrium kuboi (Chou and Tong, 1994)
- Satyrium lais (Leech, 1892)
- Satyrium latior (Fixsen, 1887)
- Satyrium ledereri (Boisduval, 1848)
- Satyrium liparops (Boisduval and Leconte, 1833)
- Satyrium lunulata (Erschoff, 1874)
- Satyrium mackwoodi (Evans, 1914)
- Satyrium marcidus (Riley, 1921)
- Satyrium mera (Janson, 1873)
- Satyrium minshanicum (Murayama, 1992)
- Satyrium myrtale (Klug, 1834)
- Satyrium neoeximia (Murayama, 1992)
- Satyrium oenone (Leech, 1893)
- Satyrium ornata (Leech, 1890)
- Satyrium patrius (Leech, 1891)
- Satyrium percomis (Leech, 1894)
- Satyrium persimilis (Riley, 1939)
- Satyrium phyllodendri (Elwes, 1882)
- Satyrium pruni (Linnaeus, 1758)
- Satyrium prunoides (Staudinger, 1887)
- Satyrium pseudopruni (Murayama, 1992)
- Satyrium redae (Bozano, 1993)
- Satyrium runides (Zhdanko, 1990)
- Satyrium saepium (Boisduval, 1852)
- Satyrium sassanides (Kollar, 1849)
- Satyrium siguniangshanicum (Murayama, 1992)
- Satyrium spini (Schiffermüller, 1775)
- Satyrium sylvinus (Boisduval, 1852)
- Satyrium tanakai (Shirôzu, 1942)
- Satyrium tetra (Edwards, 1870)
- Satyrium thalia (Leech, 1893)
- Satyrium titus (Fabricius, 1793)
- Satyrium v-album (Oberthür, 1886)
- Satyrium volt (Sugiyama, 1993)
- Satyrium w-album (Knoch, 1782)
- Satyrium xumini (Huang, 2001)